# Oncideres punctata
Oncideres punctata là một loài bọ cánh cứng trong họ Cerambycidae.